# Gălăteni
Gălăteni – wieś w Rumunii, w okręgu Teleorman, w gminie Gălăteni. W 2011 roku liczyła 1776 mieszkańców.